# Antonio Catalani
Antonio Catalani detto Il Romano (Bologna, 1596 circa – 1666) è stato un pittore italiano del tardo rinascimento e primo barocco.
Potrebbe essere stato la stessa persona del pittore Antonino Catalano di cui si dice che fosse nato a Messina nel 1583/1585 e vi fosse morto nel 1666.

## Biografia
Nacque a Bologna e fu allievo di Francesco Albani. Dipinse diverse opere per le chiese di Bologna, sebbene fosse più impegnato in pitture di soggetto profano per collezioni private. Dipinse i santi patroni della città in quattro nicchie per la Chiesa di Santa Maria e San Valentino della Grada a Bologna, e un San Pietro che guarisce lo zoppo alla porta del Tempio per quella di Gesù.